# Wilhelm Wagenfeld

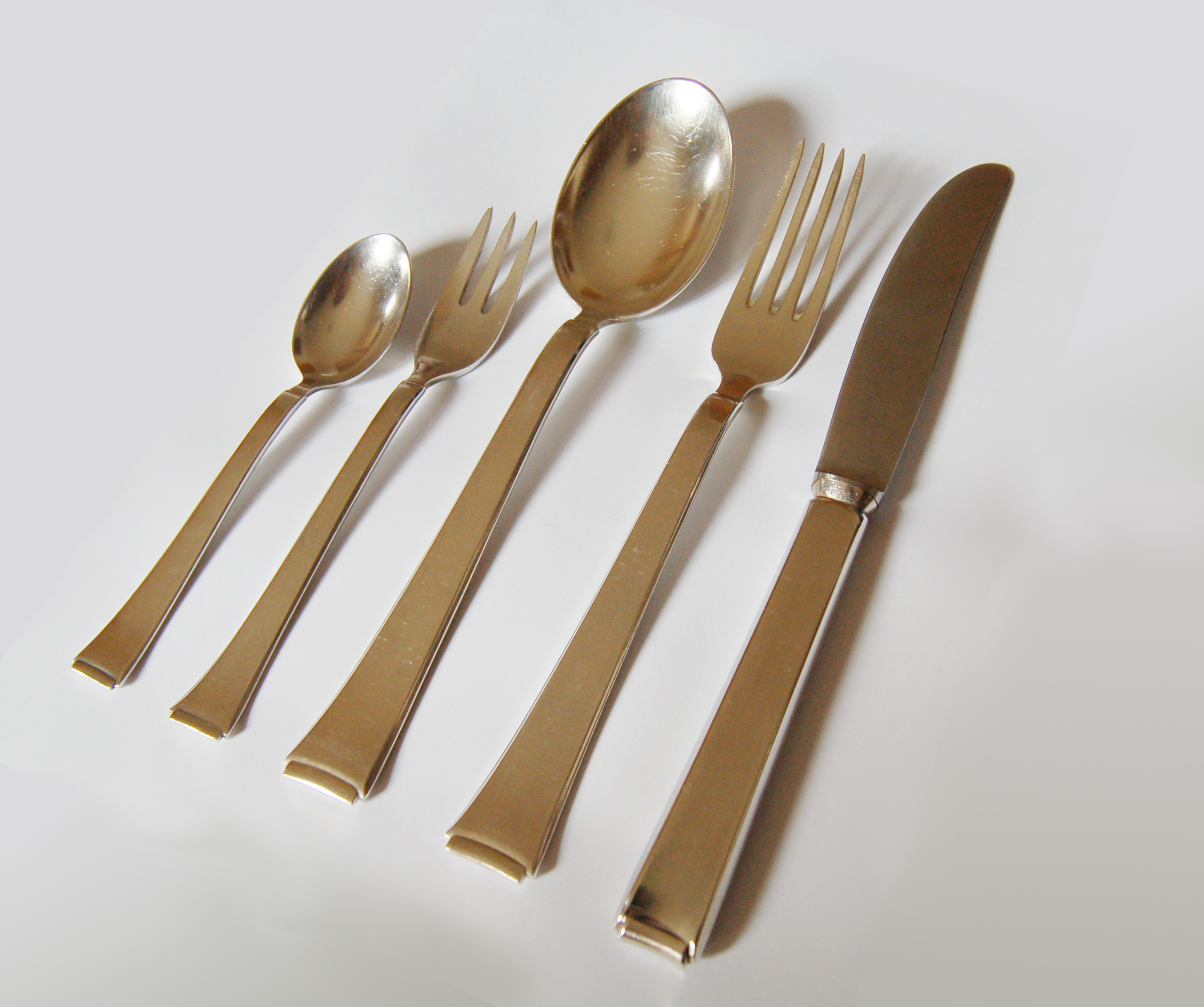
Cubertería diseñada por Wagenfeld para WMF.

Wilhelm Wagenfeld (*15 de abril de 1900 en Bremen, Alemania - †28 de mayo de 1990, Stuttgart, Alemania) fue un diseñador industrial destacado del siglo XX y pionero del diseño modernista. Estudió en la Bauhaus y  trabajó en diseños en vidrio y metal para industrias y empresas como Jenaer Glaswerk Schott & Gen., Vereinigte Lausitzer Glaswerke en Weißwasser, Rosenthal, Braun GmbH y WMF.

## Biografía
Se formó en la platería Koch & Bargfeld y entre 1916 y 1922 asistió a la escuela Kunstgewerbeschule de Bremen y a la academia de dibujo Zeichenakademie de Hanau. Además, asistió a la escuela local de artes de 1916 a 1919. Entre 1919 y 1922, recibió una beca de la Academia del Diseño del Estado de Hanau/Main y se formó para ser un artesano de plata. 
Gracias a la beca pudo estudiar en Fachschule de Edelmetalle conocida como Academia de dibujo de Hanau. En 1923 puso un taller en Barkenhoff, Worpswede con Bernhard Hoetger y Heinrich Vogeler.

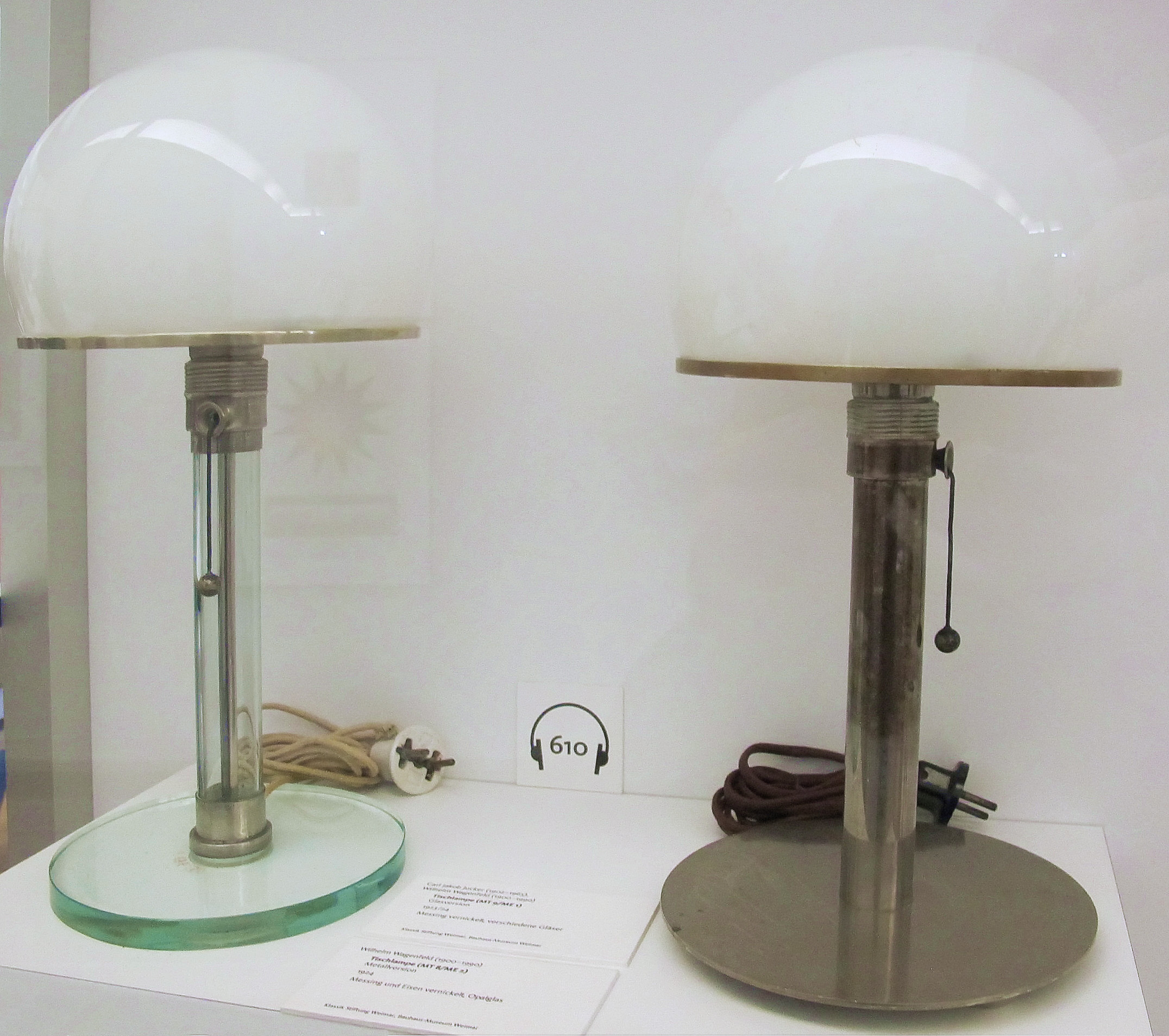
Lámpara (1924).

También en 1923 se matriculó en la Bauhaus de Weimar y fue alumno del taller de metal de László Moholy-Nagy y Christian Dell. Fue allí donde diseñó, junto a Karl J. Jucker, su creación más sobresaliente, la famosa lámpara de mesa Bauhaus también llamada MT8, que logró fabricar en serie en la misma escuela. Gracias a ella, fue el primero en lograr luz indirecta basado en premisas constructivistas. Su logro se dio con la combinación de metal y una pantalla de vidrio opalino que le permitía  una gran difusión de la luz.
Cuando terminó el curso se convirtió en ayudante del taller de metal de la Bauhaus de Weimar siendo asistente del director Richard Winkelmayer, director del taller de metal.  Mientras, inició su andadura como profesional independiente, diseñando objetos para el hogar y picaportes. En 1928 asumió la dirección del taller de metal del que era ayudante, donde realizó diseños como el servicio de té M15, con formas menos duras que sus trabajos anteriores. A partir de 1928 trabajó para Schott & Gen. de Jena, haciendo cristalería, y un año más tarde fundó su propio estudio de diseño. 
Él y muchos otros maestros de la academia fueron despedidos en 1930 debido a la insistencia del partido político NSDAP, quien era el representante del estado federado de Turingia. A principios de 1930 comenzó a trabajar como proveedor independiente del Ministerio de Economía de Turingia para supervisar a los artesanos de cristal independientes. Después en 1930, Wagenfeld diseñó sus famosos famosos contenedores de Kubis (1938) de Vereinigte Lausitzer Glaswerke. 
Desde 1931 ejerció la docencia en la Staatliche Kunsthochschule de Berlín. Además  fue solicitado para dar clases en la Academia de Arte del Estado de Grunewaldstrasse  en Berlín en 1931. Así mismo comenzó a trabajar como proveedor independiente de la fábrica de cristal de Jena Schott & Gen. Permaneció en la Academia de Arte del Estado de Grunewaldstrasse  hasta 1935, cuando se convirtió en el director artístico de la compañía Vereinigte Lausitzer Glaswerke, en Görlitz, Sajonia, para la que diseñó productos de vidrio para la fabricación en serie como botellas, jarras, etc. En 1937 su trabajo fue exhibido en la Exposición Mundial de París, donde obtuvo el Grand Prix. Obtuvo también el Grand Prix de la Trienal de Milán en 1940.
De la labor en esta empresa destaca el sistema modular Kubus (1938) de recipientes para cocina. Durante ese período también diseñó vajilla de porcelana para Rosenthal.
Al negarse a ingresar en el Partido Nazi, fue enviado al frente Ruso donde fue encarcelado como prisionero de guerra. Cuando finalizó la guerra y lo liberaron, publicó varios artículos en revistas como Die Form, donde describía su enfoque funcionalista del diseño.
Tras la guerra, en 1945 Wagenfeld regresó a la Weiswasser. Recibió numerosas ofertas de academias, entre ellas una cátedra en la Academia de las Bellas Artes de Berlín liderada por Hans Scharoun. También se le ofreció la dirección en el departamento de Escritura y Estandarización del Instituto de Ingeniería Civil en la Academia de Ciencias de Alemania.
Entre 1950 y 1977 colaboró con el Taller de Metal Württemberg (Württembergische Metallwarenfabrik AG, WMF) en Geislingen. En 1954 fundó el Taller Experimental y de Desarrollo para los Modelos de la Industria en Stutgard, quel existió hasta 1978. En él  se desarrollaron numerosos diseños para empresas industriales como Rosenthal-Porzellan AG, la Peill & Putzler Glashüttenwerke GmbH, la Compañía Braun y la Pelikan factory.
En 1954 fundó el taller Wagenfeld en Stuttgart, donde desarrolló productos de fabricación industrial como los objetos de metal para WMF y las bandejas de comida de aviones para Lufthansa.
El nieto de Wilhelm Wagengeld, Malte Wagenfeld, es catedrático de diseño industrial de la universidad RMIT (Royal Melbourne Institute of Technology, Instituto Real de la Tecnología de Melbourne), Melbourne, Australia.
En su ciudad natal de Bremen se puede encontrar un museo dedicado a su trabajo junto con una escuela llamada Wagenfeld en su honor.

### Relación con la Bauhaus
Wagenfeld siempre tuvo fuertes lazos con la Bauhaus, aunque no estaba de acuerdo con la doctrina de diseño formacional de la institución, demasiado teórica y egocéntrica. Sin embargo, estaba de acuerdo con la visión que tenía la Bauhaus acerca de que la función era un prerrequisito para el buen diseño y que la práctica profesional del diseño industrial requería de una intensa cooperación entre el diseñador y el fabricante.
Actualmente es una reconocida figura de la Bauhaus y se considera que sus diseños representan los ideales que defendía esta institución. Además, algunos de estos siguen produciéndose hoy en día. Uno de sus clásicos es la lámpara Wagenfeld Lampe, de 1924. Gracias a la cooperación con Charles Crodel sus trabajos encontraron la vía para exponerse en museos y exhibiciones.
Walter Gropius, fundador de la Escuela de Bauhaus, describió el trabajo de Wagenfeld como una consistente aplicación de la esencia del Bauhaus con un énfasis socialmente responsable, un ejemplo de la adherencia a la filosofía de Bauhaus de "La forma sigue  a la función". Sus diseños con caracterizados por la unión entre funcionalismo y belleza, como pretendía la estética de la Bauhaus.